# Policía de asentamientos judíos
La Policía de asentamientos judíos o Policía de aldea judía (abreviada JSP) fue una de las dos divisiones de la fuerza policial judía, la Notrim, fundada por los británicos durante la Gran Revuelta Árabe de 1936-1939 en la  Palestina del Mandato.

## Historia
La Policía de asentamientos judíos está bajo el mando de Yitzhak Sadeh. Sus miembros, conocidos como Nodedot, están entrenados en el combate no convencional y se especializan en la movilidad y los ataques por sorpresa. Según el historiador militar Sam Katz, los árabes les tenían mucho miedo.
A finales de la década de 1940, había aproximadamente 15 000 miembros del Nodedot. En 1946, como resultado del entrenamiento durante la Segunda Guerra Mundial, se convirtió en un ejército de campo de 16 000 hombres y mujeres. Según una declaración hecha por el Gobierno de Palestina en junio de 1947 y respaldada por la Comisión de las Naciones Unidas sobre Palestina, la fuerza en sí estaba compuesta por '1929 hombres' en ese momento. A principios de 1948, la unidad era de 2000 hombres.

## Consecuencias para las fuerzas judías Yishuv
La Haganá utiliza la Policía Colonial como unidad de entrenamiento para sus hombres y coloca allí al mayor número posible de sus miembros. Se estima que 13 455 hombres sirvieron allí entre su formación y el final de 1945. Las autoridades británicas proporcionaron a la unidad uniformes especiales, así como armas, camiones y algunas ametralladoras, lo que permitió a la fuerza patrullar las zonas entre los pueblos y el kibutz judío. La Policía Colonial también proporciona entrenamiento paramilitar a las unidades de la Haganá 8 y proporciona una base legal para la mayoría de sus actividades.
Un miembro famoso de la Policía Colonial fue Ariel Sharon, que se unió a la Policía Colonial en 1945 y se convirtió en instructor. Yigal Allon, comandante en jefe del Palmach durante la Guerra árabe-israelí de 1948, también sirvió allí. Ambos se convirtieron en primer ministro de Israel.